# Сајбер-етика
Сајбер етика представља део информационе и компјутерске етике, односно њихов убедљиво највећи део. Етика је дисцилина која се бави систематизацијом, утврђивањем и препоручивањем концепата доброг и лошег понашања. Етика се такође назива и филозофија морала. Развојем информационо-комуникационе технологије почела су да се постављају питања о моралној исправности неких дела која су повезана са њима. Јавили су се појмови информационе етике, компјутерске етике и сајбер етике.
Особине које карактеришу сајбер етику, које су важне за проучавање: могуће ју је логички аргументовати, закључивање је често по аналогији; емпиријска подлога је јака, постоје бројне могућности анализа сценарија; гарантује приступ који решава проблеме; изразито је оријентисана на одлучивање; базира се на студијама случаја.

## Појава сајбер етике
Развој компјутерске технологије створио је и бројне могућности злоупотребе. То је резултовало бројним социјалним проблемима (хакинг, несигурност трансакција, угрожавање комуникација и слично), а ти социјални проблеми су створили нове моралне дилеме. Управо сајбер етика покушава да буде кључ њихових решавања. Она је наставила природни развој етичких теорија које су почевши од чисто антропоцентричног приступа наставиле преко биоцентричног да би дошли до онтоцентричног. У развоју сајбер етике мора се узети у обзир да она није само филозофска дисциплина, већ важна практична грана која треба да реши бројна питања која постављају социолози, политичари, правници, компјутерски техничари и слични професионалци.

## Теорија врлине и информациона етика
Уколико упоредимо теорију врлине и информациону етику можемо закључити да се, рецимо постојаност, стабилност, сигурност, поверљивост, правовременост, интегритет, потпуност, аутентичност, поузданост, богатство, доступност, корисност, нормативност и могућности проширења, побољшања и исправљања могу третирати као врлине, уколико посматрамо ствари са гледишта објекта. Уколико је наше гледиште гледиште субјекта, ти исти квалитети постају вредности. Очување и побољшање инфосфере зависи од очувања и побољшања тих квалитета, које различити аутори различито наводе. Иако је информациона етика дисциплина у настајању, њихова неслагања нису толико велика, и они се углавном слажу око горенаведених квалитета. 

## Теорија дужности и информациона етика
Теорија дужности може повући паралелу ка информационој етици, и чак се може наћи формулација Кантовог правила која одговара стандардима информационе етике:
 “Увек се понашај тако да никада не третираш информацију, било ону која је у теби самом или ону која је у неком другом ентитету као пут до крајњег циља, већ као сам крајњи циљ.”(Кант) 

## Обавезе различитих етичких кодекса
Сви професионални етички кодекси могу се анализирати преко обавеза које из њих произилазе. То су: обавезе према друштву; обавезе према послодавцу; обавезе према клијентима; обавезе према колегама и професионалним организацијама; обавезе према организацијама, обавезе према професији.

## Потреба за јединственим етичким кодексом
Уколико се објективно размотри ситуација, не постоје велике замерке на то што уједињени етички кодекс још увек не постоји. Информациони системи представљају релативно нову творевину, и реално гледано није постојало довољно времена да се сви ставови усагласе. Напор појединих удружења професионалаца, иако некоординисан, ипак је корак напред у смеру доношења јединственог кодекса јер њихови ставови готово ни у чему нису контрадикторни.
Најбољи начин за обликовање свеобухватног, заједничког кодекса јесте да испитамо сличности постојећих кодекса стручњака у информационим системима, али и да их упоредимо са кодексима других професионалаца. Неки сматрају да информатичари на неки начин садрже особине које су комбинација свих других професија. Као што то раде архитекте, и информатичари праве спецификације својих остварења, али за разлику од њих, информатичари често и сами праве коначни производ по тим својим спецификацијама, пишући софтвер и проналазећи праву софтверско-хардверску компинацију која омогућује остваривање зацртаних циљева. Као и рачуновође, они често врше пословне и финансијеске анализе. Информатичари поседују вештине и знања које већина још увек нема, и зато можемо поново повући паралелу са другим професијама, јер сваки професионалац свој посао ради зато што поседује нека знања и вештине које остали људи немају.
Једине противречности које поседују тренутни кодекси су у обавезама које информатичар има према својој земљи. Не сме се заборавити да је већина организација националног карактера, и да стога инсистира на неким клаузулама које потенцирају обавезе према својој земљи. То може изазвати бројне дилеме уколико рецимо информатичар који је из Србије ради у Енглеској, па не зна које обавезе има према којој земљи. У времену глобализације и рушења граница слободним протоком информације кроз њих такав став не може бити позитиван.
Иако јединствен етички кодекс није остварен, он би требало да има предност над постојећим у остваривању следећих циљева:
- инспирација (кодекс би требало да мотивише све информатичаре да се понашају више у складу са етиком);
- осетљивост (кодекс би требало да помогне свим информатичарима да боље уоче моралне аспекте свога посла);
- дисциплинованост (кодекс би требало да помогне да се успоставе нека правила међу информатичарима која ће они морати да поштују);
- саветодавност (кодекс би требало да да смернице за понашање у етичким дилемама);
- побољшање опште свести о информатици (кодекс би требало да јасно да до знања свим могућим послодавцима и корисницима услуга информатичара шта би требало и шта би могли да очекују).

Кодекс би требало да признаје обавезе према :
- друштву,
- послодавцу,
- клијенту,
- професији,
- колегама;

## Нова Хипократова заклетва
Све тенденције развоја сајбер етике морају имати ослонац и практичним делатностима људи. Бројне организације професионалаца информационо-комуникационе технологије усвајају нове стандарде које прописује информациона етика као услов за чланство у њима. Људи желе да искористе предности нове технологије и усмере развој света у правцу који су зацртале утопистичке идеје, јер су и најсмелији снови постали блиски стварности.
Професионалци у информационо-комуникационој технологији који представљају нову елиту морају да усвоје морална начела која су се појавила развојем информационо-комуникационе технологије. Потреба за етичким понашањем међу професионалцима информационо-комуникационе технике појавила се око '60-их година, док се коришћење компјутера све више ширило међу академским и пословним организацијама. Пошто закони у то доба нису постојали, тада су професионалне организације почеле са прављењем сопствених етичких кодекса.
Неки етички кодекси су касније прихваћени у форми закона, а неке чека легализација. Но многа питања су остављена да их појединци решавају по сопственом нахођењу. Стога су многе групе професионалаца усвојиле сопствена правила понашања. То је био случај и раније у историји. Сви лекари полажу Хипократову заклетву, а сви адвокати у Америци поштују сет етичких правила који је установљен. Међутим, не поштују сви професионалци информационо-комуникационе технике исти сет правила. То је због тога што ни у једној земљи закон не захтева да професионалци информационо-комуникационе технологије положе неку заклетву. Многи од тих професионалаца чак ни не припадају ниједној организацији, чак нису ни свесни да су одређени етички кодекси установљени. Још горе од претходне чињенице је да чак ни оне организације које су успоставиле своја правила нису успеле да се сложе око унифицирања и прихватања једног општег етичког кодекса. Уколико се дубље анализирају кодекси које су донеле различите организације и упоредимо њихове сличности и разлике, видеће се да постоји шанса да се разлике превазиђу и да се успостави јединствена ”нова Хипократова заклетва” за свакога ко има везе са информационо-комуникационом технологијом